# U.S. Men's Clay Court Championships 2016
U.S. Men's Clay Court Championships 2016, oficiálním názvem se jménem sponzora Fayez Sarofim & Co. U.S. Men's Clay Court Championships, byl tenisový turnaj pořádaný jako součást mužského okruhu ATP World Tour, který se hrál v areálu River Oaks Country Club na otevřených antukových dvorcích. Konal se mezi 4. až 10. dubnem 2016 v texaském Houstonu jako čtyřicátý osmý ročník turnaje.
Turnaj s rozpočtem 577 860 dolarů patřil do kategorie ATP World Tour 250. Nejvýše nasazeným hráčem ve dvouhře se stal třináctý hráč světa John Isner ze Spojených států, který v semifinále podlehl obhájci trofeje Jacku Sockovi. Jako poslední přímý účastník do hlavní singlové soutěže nastoupil 116. rakouský hráč žebříčku Gerald Melzer.
Devátý kariérní titul z dvouhry, a osmý antukový, si připsal Argentinec Juan Mónaco. Deblovou část turnaje ovládla americká bratrská dvojice Bob a Mike Bryanovi. Na triumf čekali dvanáct turnajů, což představovalo jejich nejdelší šňůru bez trofeje od sezóny 2001–2002.

## Rozdělení bodů a finančních odměn

### Rozdělení bodů
| Soutěž  | vítězové | finalisté | semifinalisté | čtvrtfinalisté | 16 v kole | 32 v kole | Q  | Q3 | Q2 | Q1 |
| ------- | -------- | --------- | ------------- | -------------- | --------- | --------- | -- | -- | -- | -- |
| dvouhra | 250      | 150       | 90            | 45             | 20        | 0         | 12 | 6  | 0  | 0  |
| čtyřhra | 250      | 150       | 90            | 45             | 0         | —         | —  | —  | —  | —  |

### Finanční odměny
| Soutěž                              | vítězové | finalisté | semifinalisté | čtvrtfinalisté | 16 v kole | 32 v kole |
| ----------------------------------- | -------- | --------- | ------------- | -------------- | --------- | --------- |
| dvouhra                             | $91 630  | $48 260   | $26 140       | $14 890        | $8 775    | $5 200    |
| čtyřhra                             | $27 840  | $14 630   | $7 930        | $4 540         | $2 660    | —         |
| částka ve čtyřhře je uvedena na pár |          |           |               |                |           |           |

## Mužská dvouhra

### Nasazení
| Stát                           | Hráč             | ATP | Nasazení |
| ------------------------------ | ---------------- | --- | -------- |
| USA                            | John Isner       | 13. | 1.       |
| Francie                        | Benoît Paire     | 22. | 2.       |
| Španělsko                      | Feliciano López  | 23. | 3.       |
| USA                            | Jack Sock        | 24. | 4.       |
| USA                            | Sam Querrey      | 34. | 5.       |
| USA                            | Steve Johnson    | 36. | 6.       |
| Kypr                           | Marcos Baghdatis | 40. | 7.       |
| Itálie                         | Paolo Lorenzi    | 54. | 8.       |
| Žebříček ATP k 21. březnu 2016 |                  |     |          |

### Jiné formy účasti
Následující hráči obdrželi divokou kartu do hlavní soutěže:
- Tommy Paul
- Frances Tiafoe
- Tim Smyczek

Následující hráč uplatnil do hlavní soutěže žebříčkovou ochranu:
- Dmitrij Tursunov

Následující hráči postoupili z kvalifikace:
- Matthew Barton
- Carlos Berlocq
- Nicolás Kicker
- Mischa Zverev

Následující hráč postoupil z kvalifikace jako tzv. šťastný poražený:
- Reilly Opelka[1]

### Odhlášení
před zahájením turnaje
- Kevin Anderson → nahradil jej Dmitrij Tursunov
- Dustin Brown[1] → nahradil jej Reilly Opelka
- Michail Kukuškin → nahradil jejy Michael Berrer
- Leonardo Mayer → nahradil jej Gerald Melzer
- John Millman → nahradil jej Benjamin Becker

## Mužská čtyřhra

### Nasazení
| Stát                                                                      | Hráč           | Stát    | Hráč               | ATP | Nasazení |
| ------------------------------------------------------------------------- | -------------- | ------- | ------------------ | --- | -------- |
| USA                                                                       | Bob Bryan      | USA     | Mike Bryan         | 11. | 1.       |
| Rakousko                                                                  | Alexander Peya | Německo | Philipp Petzschner | 63. | 2.       |
| USA                                                                       | Eric Butorac   | USA     | Scott Lipsky       | 89. | 3.       |
| USA                                                                       | Steve Johnson  | USA     | Sam Querrey        | 90. | 4.       |
| Žebříček ATP k 21. březnu 2016; číslo je součtem umístění obou členů páru |                |         |                    |     |          |

### Jiné formy účasti
Následující páry obdržely divokou kartu do hlavní soutěže:
- Marcus Daniell /  Artem Sitak
- Reilly Opelka /  Tommy Paul

Následující pár nastoupil do čtyřhry z pozice náhradníka:
- Guido Andreozzi /  Nicolás Kicker

### Odhlášení
před zahájením turnaje
- Dustin Brown (poranění zápěstí)[4]

v průběhu turnaje
- Philipp Petzschner (poranění kolene)

## Přehled finále

### Mužská dvouhra
- Juan Mónaco vs.  Jack Sock, 3–6, 6–3, 7–5

### Mužská čtyřhra
- Bob Bryan /  Mike Bryan vs.  Víctor Estrella Burgos /  Santiago González, 4–6, 6–3, [10–8]